# 丹尼爾·加西亞·岡薩雷茨
丹尼爾·加西亞·岡薩雷茨（1984年10月9日—）是一名安道爾柔道運動員，曾代表國家參加2012年倫敦奧運的男子次輕量級比賽，並未獲得獎牌。